# 北京外国語大学

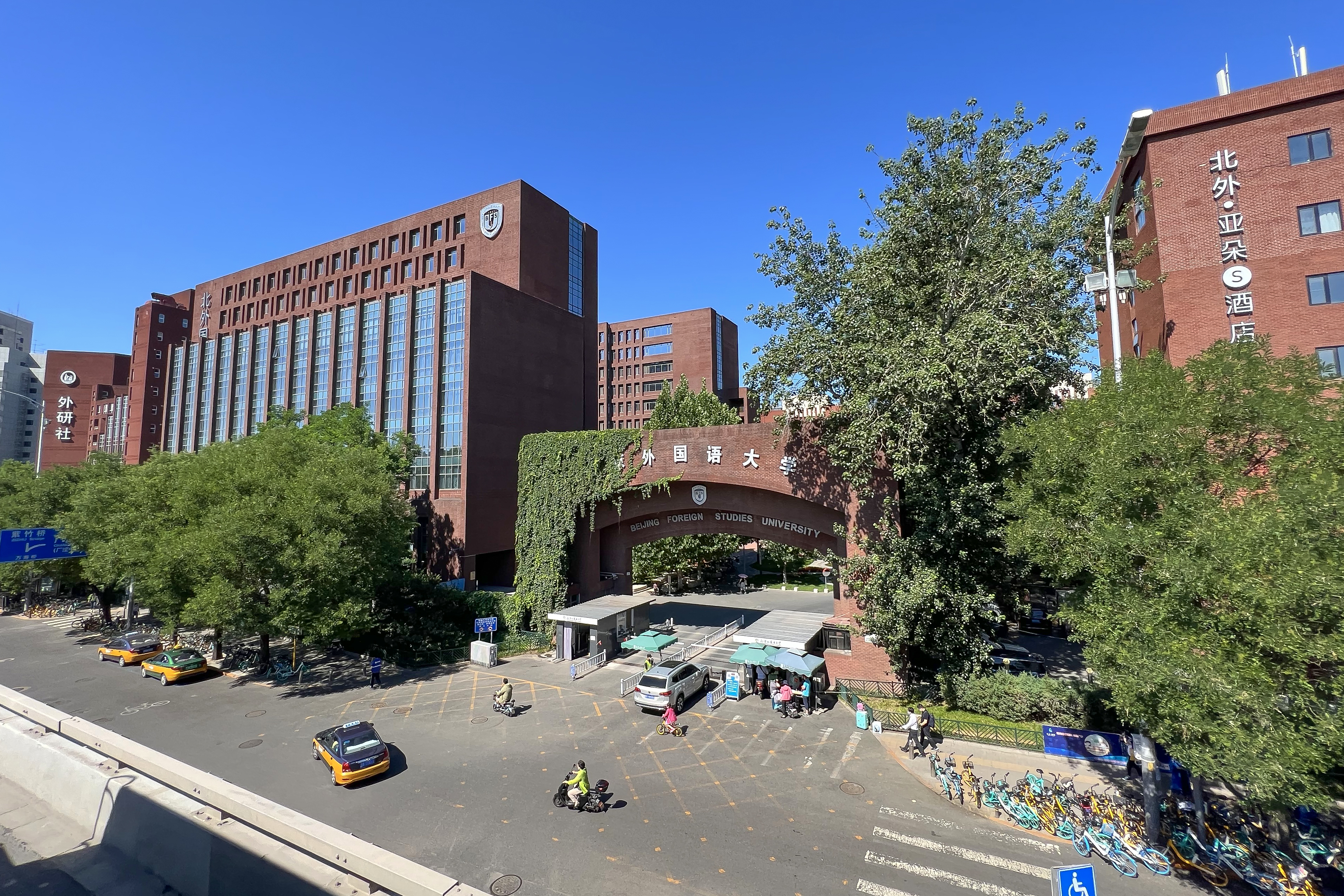
北京外大 西院(West Campus)正門

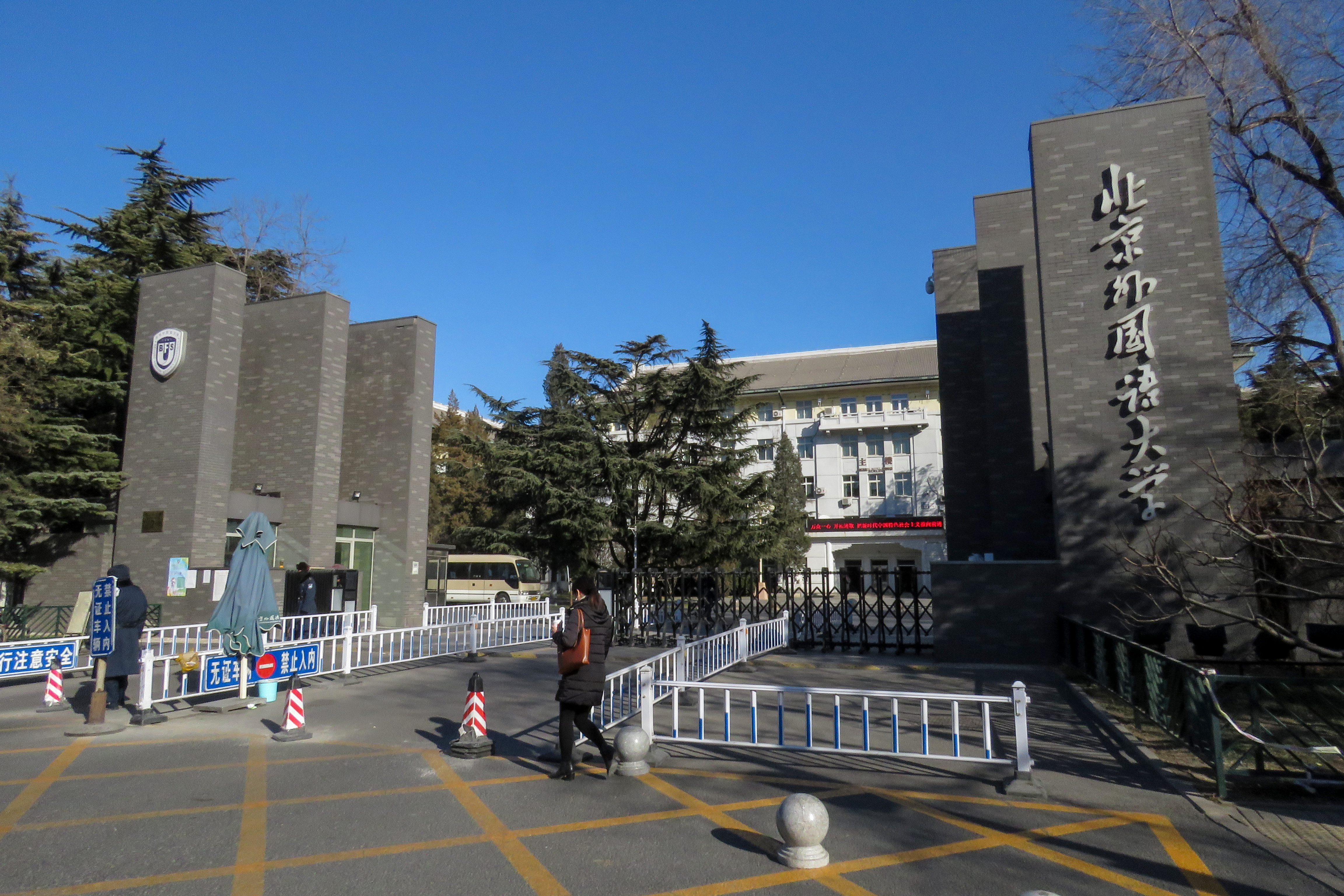
東院正門

北京外国語大学（ペキンがいこくごだいがく、英: Beijing Foreign Studies University）は、北京市海淀区にある中華人民共和国の国立大学であり、中華圏では最も代表的な外大である。1941年に設立された。略称は北京外大、北外（ベイワイ）、英語ではBFSU。北京外大は教育部が直轄する国家重点大学の一つで、北京外大は同じ北京市海淀区党教育委員会所属の北京大学の兄弟大学であり、講義と学位などが部分的に連携されている。
北京外大出身のノーベル賞受賞者は、フランス国籍である高行健がいる。北京外大の北京外国語大学国際商学院は、世界トップ6%のビジネススクールだけに付与されるアメリカのAACSB資格認証校である。

## 概要
北京外国語大学は中国政府指定の全国重点大学の一つで、国家プロジェクト「211工程」（全国で約100校の重点大学を定める）対象校に指定された高等教育機関であり、「985工程」（世界レベルの大学を構築するため「211工程」指定校から約40校を指定）によるイノベーション・プラットホーム、国家プロジェクト対象校に指定された。外交部の概算統計で、北京外大卒業生の内、大使就任者は400名余り、参事官就任者は1000名余りにのぼり、「外交官のゆりかご」と称されている。
中国の外国語教育では最も古い歴史のある大学であり、中国にある外国語大学の最高峰である。キャンパスが所在する北京市海淀区は大学区であり、北京大学や清華大学、中国人民大学などが置かれている。中国のイノベーション特区である中関村が隣接している。外交官や国際公務員など、対外関係業務に従事する国際的外国語人材を養成するのが目標であり、中国また世界で最も多くの言語を教育している。
中国と国交のある175か国の公用語をほとんど開設している。北京外大には115の専攻科があり、うち41の専攻科は本学にしかない専攻科となっている。国家重点学科は4科、北京市重点学科は7科を有している。教職員数は1,269名、世界54か国・地域からの外国籍教員は165名となっている。教師の90％以上は海外での教学経験がある。
毎年約1千万人以上が受ける普通高等学校招生全国統一考試（「高考」、日本の大学入試センター試験に当たる）の2019年順位によると、北京外国語大学は全国の大学成績の上位0.11%〜0.50%で、「高考」でこの大学に合格するために必要な点数から北京外大の偏差値を計算すると70以上、「6星級世界高等評価」大学である。北京外大は華東師範社会調査研究所の2013年から2023年までの5年間の中国人学生の入学点数別の順位調査結果によると、外国語大学の中で1位、中国の文系トップ10以内、中国の大学2956校の中で文系・理系総合17位である。
2023年中国の年収研究所「薪酬網」における研究発表によると、新入社員の出身大学別給与ランキングは第1位が清華大学、第2位が北京大学、第3位が北京外国語大学だった。続いて、上海交通大学が第4位、対外経済貿易大学が第5位となった。
中国の文系大学トップレベルの北京外大は、科目別（研究分野別）QS世界大学ランキングLinguisticsでは2025年時点で中国3位、世界18位と上位にランクインしている（日本トップは東京大学で23位である）。北京外大は国際商学部の中に理系の専攻が作られており、国際商学部を中心として理系水準を向上させる為、コンピューターサイエンス学部やビッグデータ解析学科などを開設している。北京外大の英文科などの主要学科はQS全世界大学学科のランキング上位51位から100位以内である。中国最高の外国語大学という評価を受けており、ほとんどの中国大使の出身大学が北京外大である。

## 国際交流
世界72の国と地域の426の高等教育機関と提携を結んでいる。約1,600人の留学生が在学中である。外国人が北京外大の本科に入学するためには英語成績や中国語成績・入学試験が課せられるが、成績優秀者は入学試験は免除される。

### アメリカ・ヨーロッパ
ニューファンドランドメモリアル大学（カナダ）、ルイビル大学（米国）、バージニアコモンウェルス大学（米国）、イェール大学（米国）、カリフォルニア大学バークレー校（米国）、ロンドン大学アジア・アフリカ学院（イギリス）、フランス国立東方言語文化学院、ロシアモスクワ国立言語大学、ドイツゲッチンゲン大学などとの間では実質的な協力関係を築いた。アイルランド国立大学メヌース校、フローニンゲン大学（オランダ）、マドリード・コンプルテンセ大学（スペイン）、ノースウェスタン大学（スイス）、エジンバラナピエ大学（イギリス）、ランカスター大学（イギリス)、サフォード大学（イギリス)、ケント大学（イギリス)、ケンブリッジ大学（イギリス）などの大学と交流している。

### 日本
日本との関係では、北京日本学研究センターが併設されている。北京日本学研究センターは中国における日本語・日本研究、日本との交流に携わる人材の養成を目的として、1979年の大平正芳首相と華国鋒首相の合意に基づいて1980年に設立された「日本語研修センター」（通称「大平学校」）の後を受け、国際交流基金および中国教育部双方の協議により1985年に開設した。
日本の提携大学としては、東京大学、東京工業大学、京都大学、大阪大学、名古屋大学、筑波大学、明治大学などがある。広島大学、関西大学、大東文化大学とは両大学の学位が取得できるダブル・ディグリー・プログラムを結んでいる。日本からは200人ほどが北京外大に留学していて、日本の学生は北京外大の中文学科の日本人特別本科で4年間留学する学生が多く、日本の大学から半年や1年間以上の日中交換留学プログラムで来ている学生も多い。

### 韓国
北京外大の留学生の約4分の1が韓国人の学生である。韓国のソルブリッジ国際経営大学、高麗大学、成均館大学、延世大学、漢陽大学などの大学と提携している。北京外大と中国教育部が共に韓国外大で韓国外国語大学校孔子学院（アカデミー）を成立させた。

## 学部·専攻
- 英語学院(SEIS)の本科：英語英文学、英語翻訳
- 国際商学院（国際商学部) (International Business School、IBS) 本科：英語で授業する4年本科プログラム（在学生約500名）・中国語で授業する4年本科プログラム（中国学生本科：約1,500名）、国際ビジネス、国際マーケティング、国際金融、中国ビジネス、国際経済貿易、金融学、会計学、経営管理、国際ビジネス、電子商取引、情報管理及び情報システム
- 外交学院（外交学部）：外交学
- 国際関係学院（国際関係学部）：国際関係学
- 中国語言文学学院
- 計算機（コンピューターサイエンス）学部
- 高級翻訳・通訳学院
- 法学部(BFSULAW)
- 専用（特殊目的）英語学院(SESP)
- 国際ジャーナリズム・コミュニケーション学院(SIJC)
- 日本語学部
- アジア学院
- アフリカ学院
- アラビア学院
- 芸術研究学部
- ヨーロッパ言語文化学院(SELC)
- フランス学部
- ドイツ学部
- スペイン語・ポルトガル語学部
- ロシア語学部
- 体育部

## キャンパス

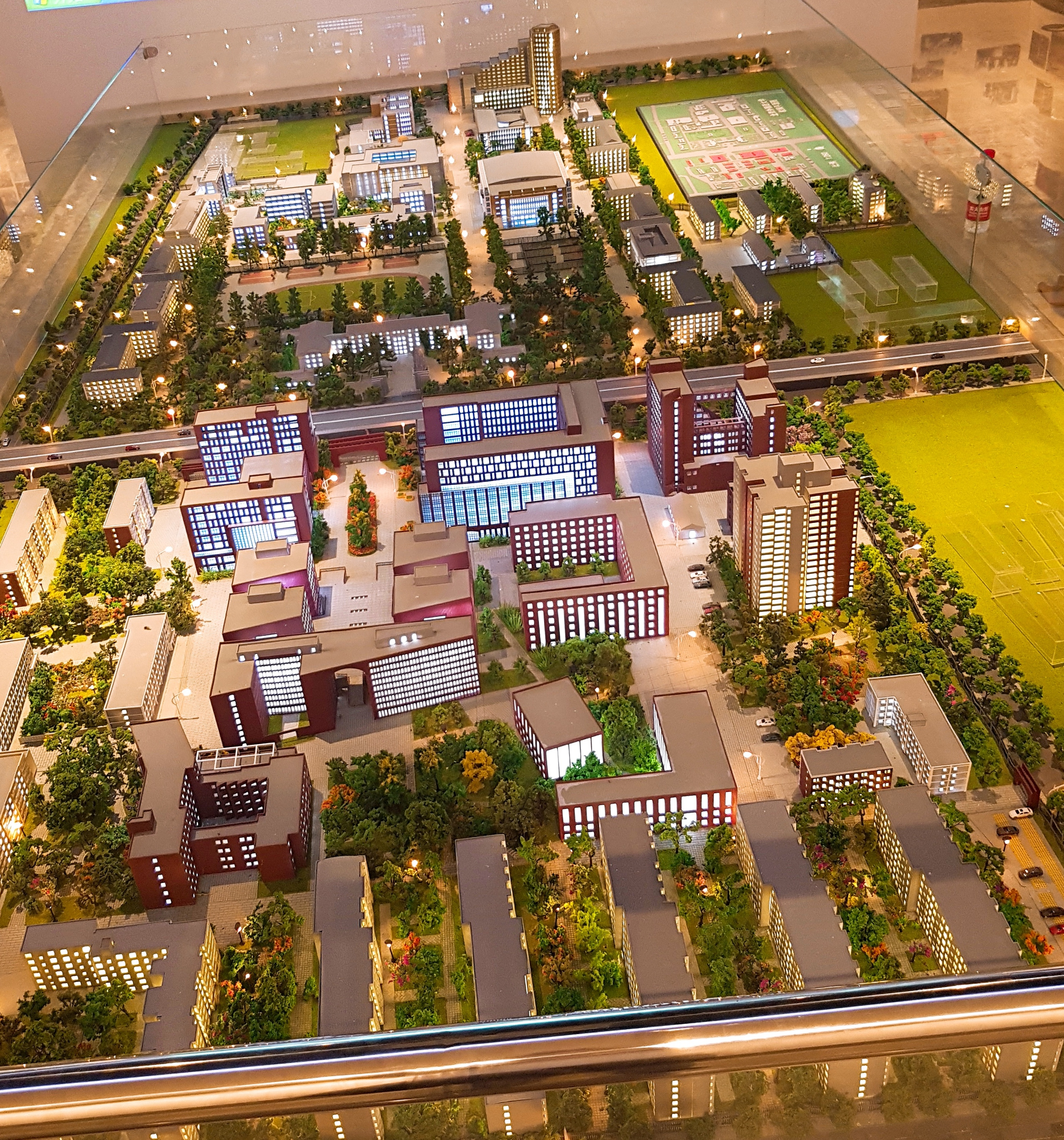
全景

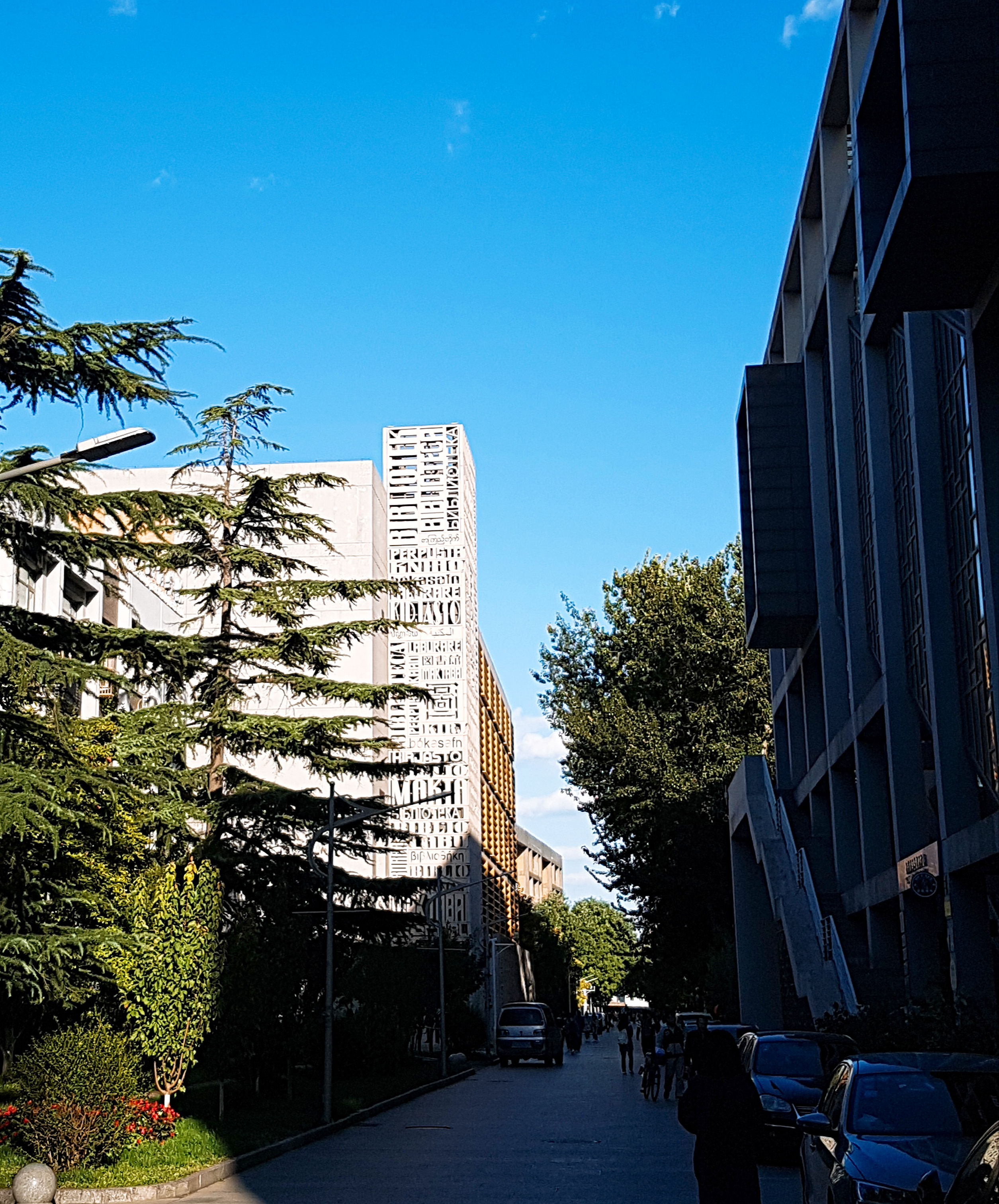
図書館

### 研究機関
- AI・人類言語重点実験室[22]
- 国際中国文化研究院
- 外国語言研究所
- 外国文学研究所
- 国家語言能力発展研究センター
- 許国璋語言高等研究院
- 王佐良外国文学高等研究院
- 中国外語教育研究センター

### 附属単位
- 外語教学与研究出版社
- 北京外語音像出版社
- 北京市北外附属外国語学校
- 北京外国語大学国際教育学院
- 北京国際課程センター
- 北京外国語大学附属寧波外国語学校
- 北京外国語大学附属青島外国語学校
- 北京外国語大学附属邯鄲外国語学校
- 北京外国語大学附属如皋外国語学校
- 北京外国語大学附属中学
- 北京外国語大学附属小学
- 北外附属蘇州湾外国語学校
- 北外科技園

## 略史
- 1941年 : 中国人民抗日軍政大学第三分校ロシア語大隊が延安で創立、同年抗大第三分校は延安軍事学院に改組
- 1944年 : ロシア語学校に英文学部を増設、外国語学校と改称
- 1949年 : 北京ロシア語専修学校が成立
- 1954年 : 外国語学校は北京外国語学院と改称
- 1955年 : 北京ロシア語専修学校は北京ロシア語学院と改称
- 1959年 : 北京ロシア語学院と北京外国語学院は正式に合併され、新たに北京外国語学院として発足
- 1961年 : 外交部に帰属
- 1980年 : 教育部に帰属、教育部に直属する全国重点大学となる
- 1994年 : 北京外国語学院が北京外国語大学と改称
- 1996年 : 211工程（211プロジェクト）第1期の全国重点大学の一つに指定
- 2006年 : 985工程（985プロジェクト）優位学科創出プラットフォームに指定

## 出身者
- 崔天凱 : 駐アメリカ大使。過去に、中国外交部次官補、駐日本特命全権大使等を歴任
- 張業遂 : 外交部筆頭副部長。過去に、外交部副部長、国連常駐代表、駐米大使を歴任
- 劉建超 : 駐インドネシア大使
- 陳健 : 元駐日本大使、元国連副事務総長
- 丁偉 : 駐イタリア兼サンマリノ大使
- 孔泉 : 駐フランス大使
- 李輝 : 駐ロシア大使 外交部副部長
- 金立群 : 中国投資有限責任会社監事長、元財政部副部長
- 李貴鮮 : 元国務委員兼中国人民銀行頭取、第10期全国政治協商会議副主席
- 李肇星 : 全国人民代表大会外事委員会主任委員、元外交部部長
- 高行健 : 作家、2000年に華人としては初のノーベル文学賞を受賞[23][24][25][26][27][28][29]
- 何炅：中国の司会者、教師、俳優、作家、歌手、監督
- 劉セイラ : 声優[30]
- 蔡方柏 : 元駐フランス、スイス大使
- 傅瑩 : 元駐イギリス大使、外交部副部長
- 馬燦栄 : 元駐ドイツ大使
- 馬振崗 : 元駐イギリス大使
- 梅平 : 元駐カナダ大使
- 梅兆栄 : 元外交学会会長、元駐ドイツ大使
- 邱小琪 : 駐ブラジル大使
- 唐竜彬 : 元駐スウェーデン大使、元外交部部長補佐
- 王学賢 : 初代駐南アフリカ大使
- 武東和 : 元駐北朝鮮大使
- 呉紅波 : 駐ドイツ大使 国連副事務総長
- 艾平 : 中国共産党中央対外連絡部副部長
- 姜恩柱 : 元中央人民政府駐香港特別行政区連絡弁公室主任、第10期全国人民代表大会外事委員会主任委員
- 金永健 : 元国連副事務総長
- 薛捍勤 : 国際裁判所司法官
- 山口晶 : 日本の歌手
- 早川厚史 : バンド「ほたる日和」のボーカル
- 中川コージ : IIMインド経営大学院リサーチフェロー